# Matthias Fahrig

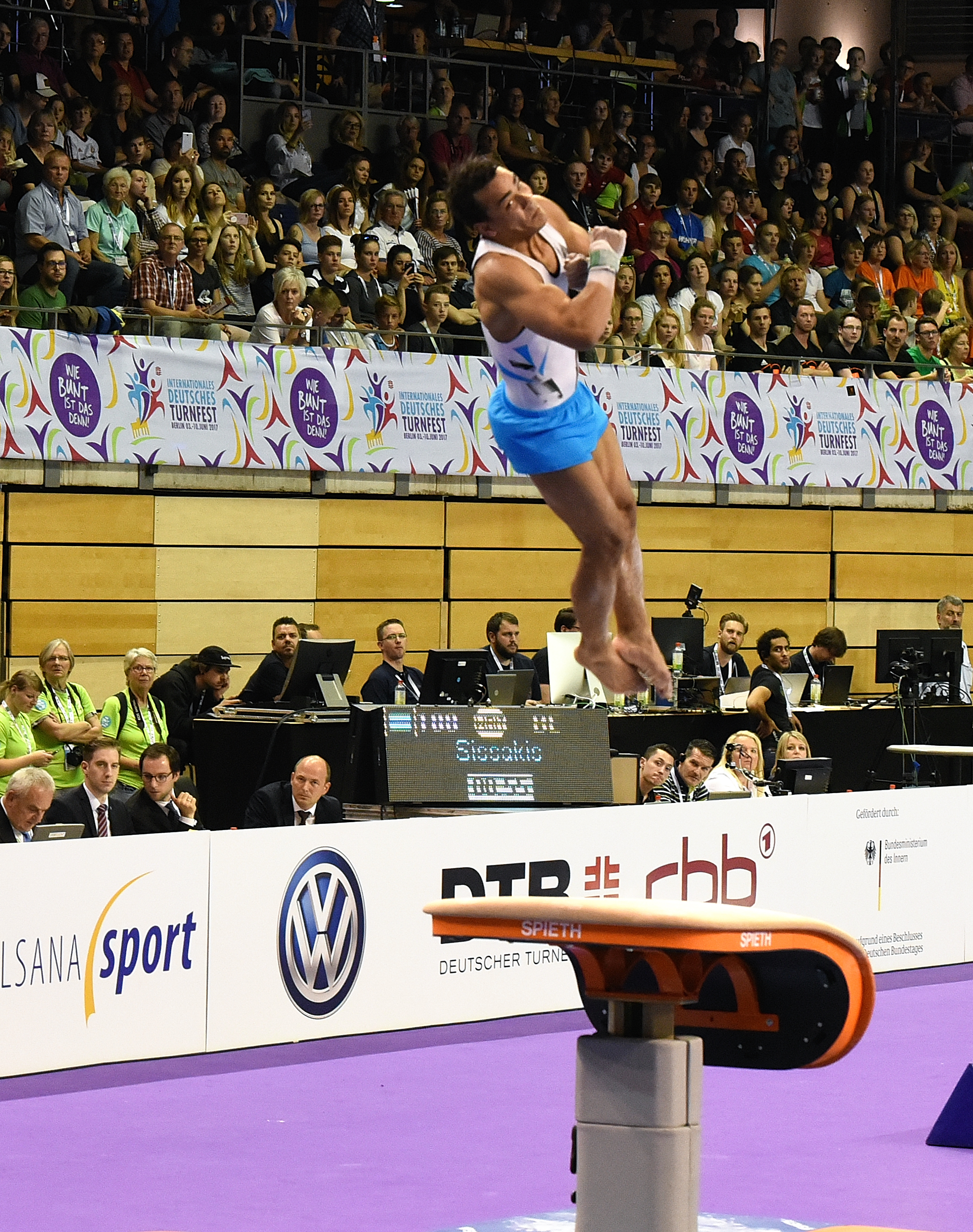
Matthias Fahrig, 2017.

Matthias Fahrig est un gymnaste allemand, né le 15 décembre 1985 à Wittemberg.

## Palmarès

### Jeux olympiques
- Athènes 2004
  - 8e au concours par équipes

### Championnats du monde
- Londres 2009
  - 4e au saut de cheval
  - 6e au sol

- Rotterdam 2010
  -  médaille de bronze au concours par équipes

### Championnats d'Europe
- Amsterdam 2007
  -  médaille de bronze au sol

- Milan 2009
  -  médaille d'argent au sol
  -  médaille de bronze au saut de cheval

- Birmingham 2010
  -  médaille d'or au concours par équipes
  -  médaille d'or au sol
  -  médaille d'argent au saut de cheval

- Montpellier 2012
  - 6e au concours par équipes
  - 5e au saut de cheval

- Montpellier 2015
  - 8e au saut de cheval